# Občina Zreče
Občina Zreče je jednou z 212 občin ve Slovinsku. Nachází se v Savinjském regionu na území historického Dolního Štýrska. Občinu tvoří 27 sídel, její rozloha je 67,0 km² a k 1. lednu 2017 zde žilo 6 409 obyvatel. Správním střediskem občiny je Zreče.

## Geografie
Občina se rozkládá na jižních svazích pohoří Pohorje, podél horního toku říčky Dravinja, která pramení na severu občiny. Nejvyšším bodem je Mulejev vrh (1 533 m).

## Členění občiny
Občina se dělí na sídla: Bezovje nad Zrečami, Boharina, Bukovlje, Dobrovlje, Čretvež, Črešnova, Gorenje pri Zrečah, Gornja vas, Gračič, Koroška vas na Pohorju, Križevec, Lipa, Loška Gora pri Zrečah, Mala Gora, Osredek pri Zrečah, Padeški Vrh, Planina na Pohorju, Polajna, Radana vas, Resnik, Rogla, Skomarje, Spodnje Stranice, Stranice, Zabork, Zlakova, Zreče.

## Sousední občiny
Sousedními občinami jsou: Lovrenc na Pohorju na severu, Slovenska Bistrica na severovýchodě, Oplotnica na východě, Slovenske Konjice na jihovýchodě, Vojnik na jihozápadě, Vitanje a Mislinja na západě.